# 翼尖渦流

翼尖渦流示意圖。

翼尖涡流（Wingtip vortices）又称为翼尖涡，是機尾亂流的一種。当机翼产生正升力时，下翼面的压强比上翼面高，在上、下翼面压强差的作用下，下翼面的气流就绕过翼尖流向上翼面，这样就使下翼面的流线由机翼的翼根向翼尖倾斜，而上翼面的流线则由翼尖偏向翼根。
由于上、下翼面气流在后缘处具有不同的流向，于是就形成漩涡，并在翼尖卷成翼尖涡，翼尖涡向后流即形成翼尖涡流。机翼上产生的升力越多，翼尖涡也就越强。
从飞机的后部向前看，右翼尖涡是逆时针旋转，左机翼的翼尖涡是顺时针旋转。
飞行中，因翼尖涡内的空气压强低，如果空气中含有足够的水蒸气，就会因膨胀冷却而结成水珠，形成由翼尖向后的两道白雾状的涡流索，即俗话说的“飞机拉线”。
此種渦流會造成航空器的不穩定及削弱翼面的升力，所以在許多飛機上都在翼尖裝有翼尖小翼，藉以阻擋或減弱渦流。

## 危害

### 影响飞行安全
飞机在前飞过程中, 在左右两翼尖的后方也会拖出很强的翼尖旋涡。这一对很强的旋涡将对周围流场起强烈的速度诱导作用, 且旋涡的强度正比于飞机的重量。大型运输飞机的重量大, 尾涡强度很强, 其翼尖涡可延伸在飞机后方几公里的地方, 旋涡区切向的速度分量要在旋涡形成后6到8分钟才消失。由于旋涡区域中空气的速度的大小和方向变化剧烈, 进入到这一区域中的小飞机会发生快速滚转运动而导致飞行事故。特别是在飞机起飞和着陆时, 前面一架飞机拖出的翼尖尾涡对将直接危害后面一架飞机的安全。

### 减升增阻

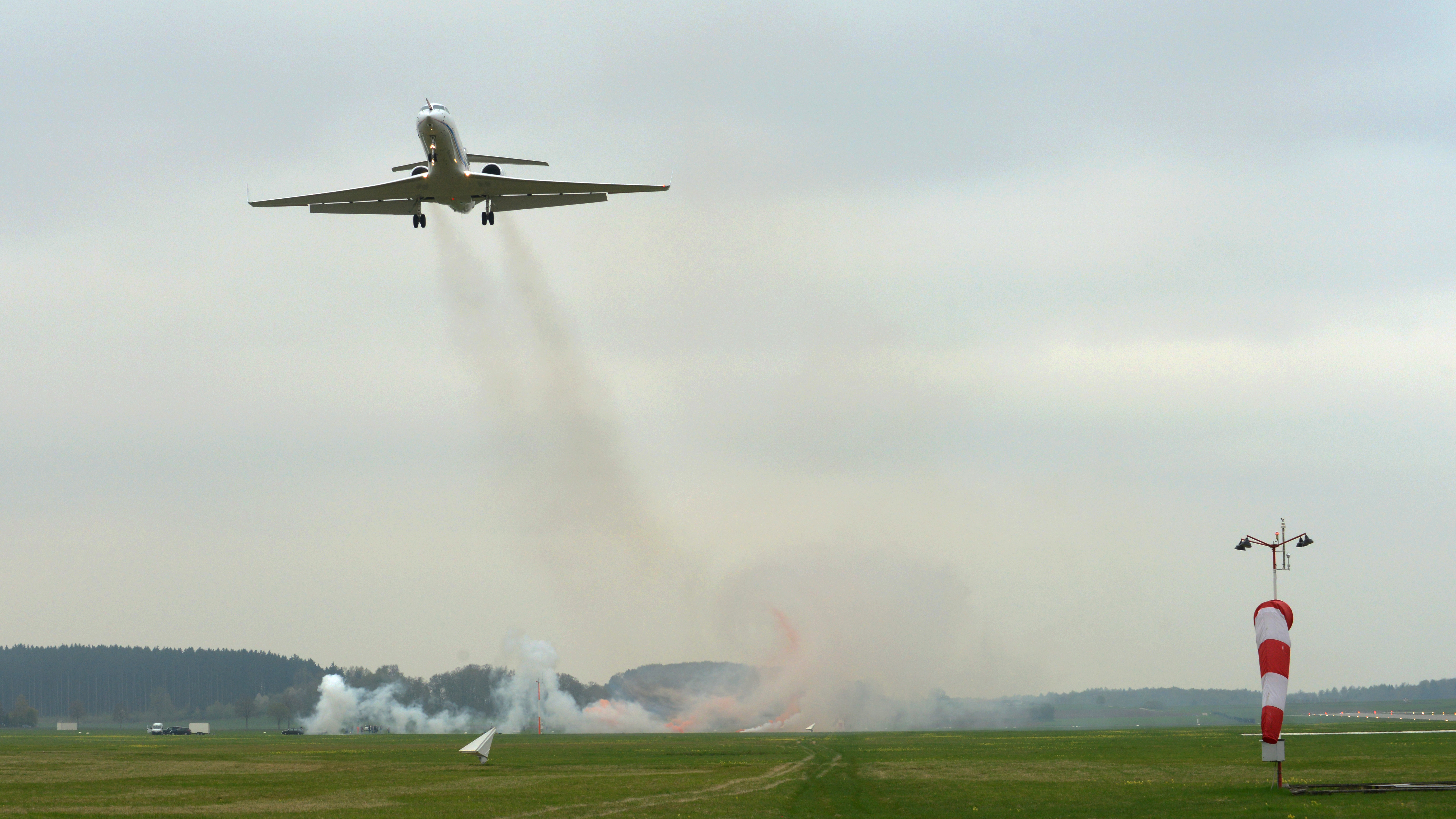
翼尖涡流在飞机机翼后方产生

翼尖涡流使流过机翼的空气产生下洗速度，而向下倾斜形成下洗流。气流方向向下倾斜的角度，叫下洗角。
由翼尖涡流产生的下洗速度，在两翼尖处最大，向中心逐渐减少，在中心处最小。这是因为空气有粘性，翼尖旋涡会带动它周围的空气一起旋转，越靠内圈，旋转越快，越靠外圈，旋转越慢。因此离翼尖越远，气流下洗速度越小。
图示的就是某一个翼剖面上的下洗速度。它与原来相对速度v组成了合速度u 。u与v的夹角就是下洗角a1。下洗角使得原来的冲角a减小了。根据举力Y原来的含义，它应与相对速度v垂直，可是气流流过机翼以后，由于下洗速w的作用，使v的方向改变，向下转折一个下洗角a1，而成为u。因此，升力Y也应当偏转一角度a1，而与u垂直成为y1。此处下洗角很小，因而y与y1一般可看成相等。回这时飞机仍沿原来v的方向前进。y1既不同原来的速度v垂直，必然在其上有一投影为Q；。它的方向与飞机飞行方向相反，所起的作用是阻拦飞机的前进。实际上是一种阻力。这种阻力是由升力的诱导而产生的，因此叫做“诱导阻力”。它是由于气流下洗使原来的升力偏转而引起的附加阻力，并不包含在翼型阻力之内。
翼尖涡造成的下洗现象会造成升力下降，阻力增加。

## 相关事故
就在2001年9月美国遭遇911恐怖攻击后不久，11月12日早上，美国航空公司一架由纽约飞往多明尼加的空中巴士A300型客机，编号AA587航班，刚从甘迺迪机场起飞4分钟就坠毁在附近皇后区海滩旁的住宅区，机上260人全部丧生，造成美国史上死亡人数次多的空难。由于地点在纽约，当时还一度怀疑又是一起恐怖攻击事件。
但是经过近3年的调查，美国运输安全委员会去年最后的报告指出：由于这班飞机跟在一架日本航空公司的波音747大型客机之后起飞，因此起飞后3分钟内，曾遇到两次747的机尾紊流，在第一次震荡时，飞机操作仍然正常，但是在第二次震荡时，飞机突然倾向一侧3次，然后左倾下坠。

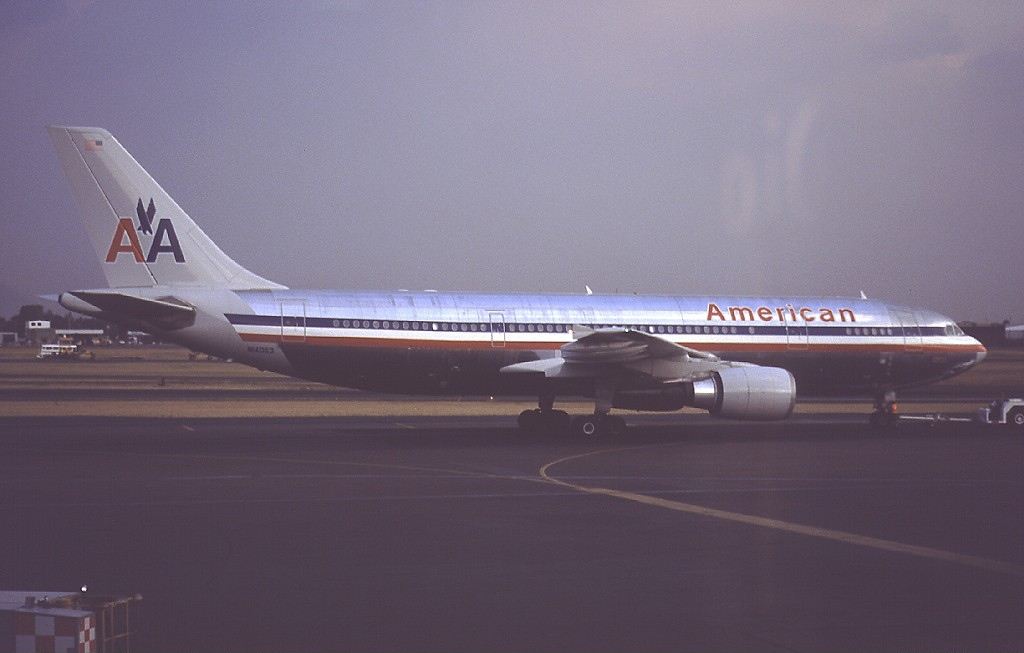
AA587号航班的涉事飞机

调查报告中提到AA587航班所遭遇到的机尾紊流的涡漩强度，并不会使空中巴士A300有坠毁的危险，但是机长想要迅速修正受到机尾紊流所造成的倾斜，因而反应过度，反覆大幅地改变方向舵角度，导致垂直尾翼承受超过材料所能负荷的力量而脱落，才是飞机坠毁的主要原因。
其实，这里所谓的机尾紊流正确地说应该是「翼尖涡流」。这是一种产生于飞机翅膀两端的强烈涡漩，会流向机身后方，而且离飞机越远影响范围越大，但是基于环量守恒原理，其旋转的强度则是减小。至于真正由机体产生的紊流，并不会旋转得这么厉害。「翼尖涡流」在航空史上可以说是恶名昭彰，不仅每位飞行员还在课堂中上课时就会被叮咛不要飞在前方的飞机所产生的强大紊流中，实际上它也已经直接引起数件空难。
1992年12月18日在美国蒙大拿州比林斯罗根机场，一架塞斯纳550型小飞机跟在一架波音757客机后面落地。由于它跟得过近，在距离波音757后方2.78海里时，忽然向左滚转，以近乎垂直的角度坠地，机上8人全部丧命。
1993年4月24日在科罗拉多州丹佛机场，一架降落中的波音757客机的翼尖涡流，被风吹向斜后方另一架降落中的联合航空波音737客机，造成737客机向左滚转23度，而且损失了200英尺的高度，幸好机长取得控制，重飞后安全降落。